# Бантишеве
Ба́нтишеве — пасажирська залізнична станція Лиманської дирекції Донецької залізниці.
Розташована у с. Привілля, Краматорський район, Донецької області на лінії Лозова — Слов'янськ між станціями Шидловська (10 км) та Гусарівка (10 км).
Заснована 1869 р. На станції зупиняються тільки приміські електропоїзди.